# Viksjön (Lohärads socken, Uppland)
Viksjön är en sjö i Norrtälje kommun i Uppland och ingår i Broströmmens huvudavrinningsområde. Sjön har en area på 0,0618 kvadratkilometer och ligger 12,1 meter över havet.

## Delavrinningsområde
Viksjön ingår i det delavrinningsområde (663876-165406) som SMHI kallar för Utloppet av Erken. Medelhöjden är 16 meter över havet och ytan är 57,6 kvadratkilometer. Räknas de 7 avrinningsområdena uppströms in blir den ackumulerade arean 137,13 kvadratkilometer. Avrinningsområdets utflöde Broströmmen mynnar i havet. Avrinningsområdet består mestadels av skog (50 procent). Avrinningsområdet har 24,01 kvadratkilometer vattenytor vilket ger det en sjöprocent på 36,1 procent. Bebyggelsen i området täcker en yta av 0,83 kvadratkilometer eller 1 procent av avrinningsområdet.